# 中國電影基金會
中國電影基金會，成立於1989年10月27日，是中國大陸的註冊登記的全國性公募基金會，業務主管單位是中華人民共和國國家新聞出版廣電總局。

## 歷史
2009年與兩岸電影交流委員會聯合創辦兩岸電影展，是臺灣和中國大陸首次共同舉辦的電影節。該影展主旨，促進海峽兩岸關係的電影產業合作。

## 外部連結
- 官方网站